# جولبارا
جولبارا رمزها «GP» (بالإنجليزية: Goalpara)‏ ، هو تقسيم إداري لدولة الهند تتبع ولاية أسام (بالإنجليزية: Assam)‏ ، مركزها هو مدينة جولبارا (بالإنجليزية: Goalpara)‏ عدد سكانها حسب تعداد سنة 2001 هو 822,306 ، مساحتها 1,824 كم² وكثافة السكان 451 لكل كم² .

## أعلام
- عادل حسين